# Хабіб Хабірі
Хабіб Хабірі (перс. حبیب خبیری, 15 серпня 1952 — 21 червня 1984) — іранський футболіст, що грав на позиції захисника. На клубному рівні захищав кольори клубу «Гома», грав також за національну збірну Ірану.

## Біографія
Хабіб Хабірі на клубному рівні грав за команду «Гома». З 1977 до 1980 року грав у складі національної збірної Ірану, у її складі був учасником кубка Азії з футболу 1980 року у Кувейті, на якому команда здобула бронзові нагороди. Загалом протягом кар'єри у національній команді провів у її формі 18 матчів, забивши 2 голи.
Хабіб Хабірі був членом забороненої в Ісламській Республіці Іран ліворадикальної організації Організація моджахедів іранського народу, за участь у ній заарештований у 1983 році, та після тривалих тортур страчений у 1984 році.

## Титули і досягнення
- Бронзовий призер Кубка Азії: 1980